# Псковска низија
Псковска низија (рус. Псковская низменность; лет. Mudavas zemiene) пространо је низијско подручје на западу европског дела Руске Федерације и на крајњем истоку Летоније, и представља микроцелину знатно пространије Источноевропске низије. Обухвата централне и западне делове Псковске области, подручје уз ток реке Великаје и њених најважнијих притока.
Надморске висине низије постепено се спуштају идећи ка северу, ка ушћу Великаје у Псковско језеро. Са надморском висином од 30 метара то је уједно и најнижа тачка целе Псковске области. Просечне надморске висине низије су око 65 метара, максималне до 120 метара на југу низије. Северни део Псковске низије наставља се на Чудско-псковску депресију. На западу је низија ограничена брежуљцима Латгалског побрђа, на североистоку је Лушко, на истоку Судомско, а на југоистоку Бежаничко побрђе. Од Полацке низије на југу Псковска низија је одвојена Себешком гредом. На истоку је преко Хиловске низије повезана са пространом Прииљмењском депресијом.
Псковска низија обухвата територију површине око 17.000 км² и протеже се дужином од 200 до 250 километара у смеру север-југ, односно ширином ос око 80 до 90 километара у смеру запад-исток.
најважнији градски центри у овом подручју су Псков, Остров, Опочка и Питалово.